# Vaman Shivram Apte
Pour les articles homonymes, voir Apte.
Vaman Shivram Apte (1858 - 1892) est un lexicographe et indianiste indien. Il fut un pédagogue de premier plan, reconnu pour son engagement en faveur de l'enseignement du sanskrit et d'une éducation libérée de l'influence anglaise. Il est aussi connu pour plusieurs ouvrages pédagogiques dans le domaine du sanskrit, en particulier ses dictionnaires — The Student's English-Sanskrit dictionary et le Principal English-Sanskrit Dictionary, qui restent d'excellents ouvrages pour l'étude de cette langue. 

## Biographie

### Jeunesse et études
Vanam Shrivam Apte est né en 1858 dans une famille aisée du Konkan, dans l'État marathe de Sawantwadi (aujourd'hui dans le Maharashtra). Il a un frère aîné. Leur père était un pandit respecté, mais par trop généreux, si bien qu'à sa mort, en 1865, la famille est confrontée à une situation matérielle difficile. La mère décide alors de partir s'installer à Kolhapur, où elle a bien des difficultés à nourrir sa famille. Dans les trois ans qui suivent ce déménagement, le frère aîné de Valam et leur mère décèdent, si bien qu'à l'âge de dix ans, il se retrouve seul. Cependant, la vivacité de son esprit a attiré l'attention du directeur du lycée de Kolhapur, lui-même érudit respecté, ce qui permit à Valam de terminer sa scolarité. 

### Études supérieures
Il termine brillamment ses études secondaires, et il est invité par le professeur Lorenz Franz Kielhorn (en) à poursuivre ses études au Deccan College (en) de Pune. Là également il obtient d'excellents résultats, tant au Bachelor of Arts qu'au Master of Arts, et fait preuve d'une très grande maîtrise du sanskrit. Alors que cela lui ouvrait la voie d'une carrière administrative, il préfère se consacrer à l'enseignement et à l'éducation. Il est influencé par l'action de Vishnu Shastri Chiplunkar (en), qui fut le père du marathi moderne et le défenseur d'une éducation plus orientée vers le patriotisme.  

### L'enseignant et le défenseur de l'éducation
Suivant ces traces, Apte décide donc de se consacrer entièrement à l'éducation nationale, et il rejoint en 1880 les fondateurs de la New English School à Pune, et en devient rapidement le superintendant, amenant d'entrée l'école à d'excellents résultats dans le domaine du sanskrit. Il s'engage alors sans relâche dans les tâches pédagogiques et la défense de l'enseignement national. Il fut aussi un des fondateurs, en 1884, de la Deccan Education Society (en), qui créa, l'année suivante, un établissement scolaire important à Pune, le Fergusson College (en), dont V.S. Apte fut le principal,. La fondation de la Deccan Education Society marque une étape importante — voire révolutionnaire — vers l'indépendance de l'enseignement, car les institutions gouvernementales et les missionnaires chrétiens étaient les seules agences impliquées dans l'éducation des masses, et ce fut un pas important vers une nouvelle autonomie nationale. 

### Vie privée et mort
Il épousa en 1876 une fille de Ganesh Vasudeo Joshi (en), un avocat et militant politique de Pune. Le couple eut une fille prénommée Godavari. Alors que la New English School connaissait nombre de succès, V.S. Apte mourut précocement, le 9 août 1892, à l'âge de 34 ans.

## Travaux et engagement

### Engagement en faveur de l'enseignement

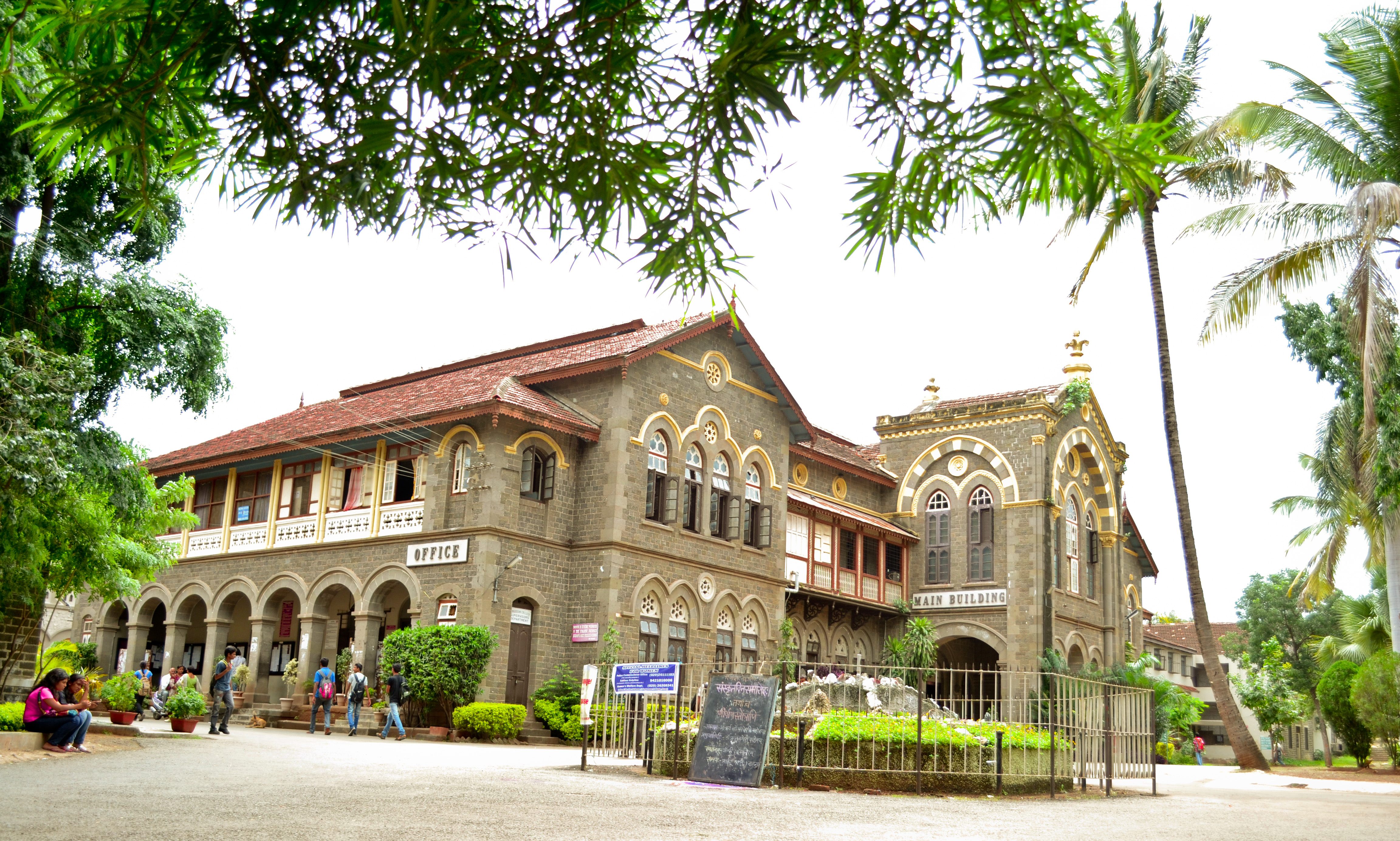
Vue du Fergusson College à Pune.

Apte a pris de nombreuses positions sur l'enseignement au Maharashtra. Il critiquera la place prépondérante de l'anglais dans l'enseignement secondaire, ainsi que la qualité de certains programmes scolaires et le contenu de piètre qualité des livres de lecture en langue vernaculaire. Il s'élève aussi contre le manque de neutralité religieuse dans les écoles et instituts missionnaires subventionnés, où l'on enseigne la Bible aux élèves. Cela allait contre le contenu d'un document officiel de 1854, le Wood's dispatch (en); il reproche aussi aux missionnaires de profiter des objectifs scolaires pour pratiquer le prosélytisme, ce que ce document l'interdisait. 

### Ouvrages pédagogiques
V.S. Apte fut avant tout un pédagogue, et on lui doit plusieurs ouvrages à l'intention des étudiants en sanskrit: des dictionnaires bilingues (anglais - sanskrit et sanskrit - anglais), un traité de composition en sanskrit ainsi qu'une sorte d'anthologie de textes sanskrits à l'usage des étudiants, intitulée Kusuma mala (« guirlande de fleurs »), qui réunit une série de morceaux choisis de la prose et de la poésie en sanskrit, destinée aux étudiants. 
Le Student's Guide to Sanskrit Composition, qui date de 1881, ainsi que ses dictionnaires, restent des livres de référence aujourd'hui encore. Son maître ouvrage est le Practical Sanskrit-English Dictionary, dont il a donné une version abrégée, The Student's Sanskrit-English Dictionary. Le sanskritiste Sylvain Brocquet voit dans ce dernier ouvrage, qui est régulièrement réédité, un « dictionnaire facile à utiliser (...) et suffisant pour une grande majorité de textes classiques. » Et Bosquet ajoute: « il est doté, comme le [Practical Sanskrit-English Dictionary], d'un appendice prosodique d'autant plus utile qu'il constitue à peu près le seul exposé disponible des mètres sanskrits. » S. Brocquet note enfin que si le Practical (...) Dictionary est plus complet que le Student's (...) Dictionary, ce dernier est plus facile à consulter que le célèbre dictionnaire sanskrit-anglais de Monier-Williams. Une version augmentée du Practical Sanskrit-English Dictionary a été éditée par P. K. Gode and C. G. Karve en 1957.

#### Ouvrages
- The Student's Guide to Sanskrit Composition: Being a Treatise on Sanskrit Syntax, Bloomington, Indiana University Press (première éd. en 1881)  (ISBN 978-8-178-54058-0) [Lire en ligne édition de 1960, xvi + 420 p. (page consultée le 7 septembre 2024)]
- The Student's Sanskrit-English Dictionary: Containing Appendices on Sanskrit Prosody and Important Literary and Geographical Names in the Ancient History of India,  Delhi, Motilal Banarsidass Publ., 1988 [1884] (ISBN 978-8-120-80045-8)
- The Student's English-Sanskrit Dictionary, 1893 [Lire en ligne édition de 1893, 462 p. (page consultée le 7 septembre 2024)]
- The Practical Sanskrit-English Dictionary, Delhi, Motilal Banarsidass Publishers, 1998 [1890]  (ISBN 978-8-120-81568-1) [Lire en ligne l'édition de 1890 en un vol., 1195 p. (page consultée le 7 septembre 2024)]
- Kusumamala or a Collection of Choice Extracts from Standard Sanskrit Writers in Prose and Verse, Designed for Students, 1900. [Lire en ligne, Vol. I, 100 p.] — [Lire en ligne, Vol. II, 218 p.]

#### Études
- (en) University of Chicago, « Life of Principal V. S. Apte », sur dsal.uchicago.edu, 8 juin 2016 (consulté le 7 septembre 2024)
- M. G. Dhadphale (Ed.), Principal V.S. Apte Commemoration Volume, Poona, Deccan Education Society, 1978, 68 p.